# Malena Pichot
Malena Pichot (Buenos Aires, 6 de julio de 1982) es una actriz, comediante, escritora, guionista, directora y activista feminista argentina.
En 2008 alcanzó la fama con sus videos de La loca de mierda, publicados en YouTube. Después de tener participaciones en unitarios, protagonizó y guionizó la serie Cualca (2012-2014), su spin-off Por ahora (2014), las miniseries Jorge (2013), Mundillo (2015), Tarde baby (2018), el show Estupidez compleja (2018), el cortometraje Leonor (2020), la película Finde (2021) y la serie Viudas negras, p*tas y chorras (2025).
Además, realiza presentaciones de stand up y conduce, desde 2016, el programa radial Furia bebé.

## Biografía

### 1982-2009: Primeros años yLa loca de mierda

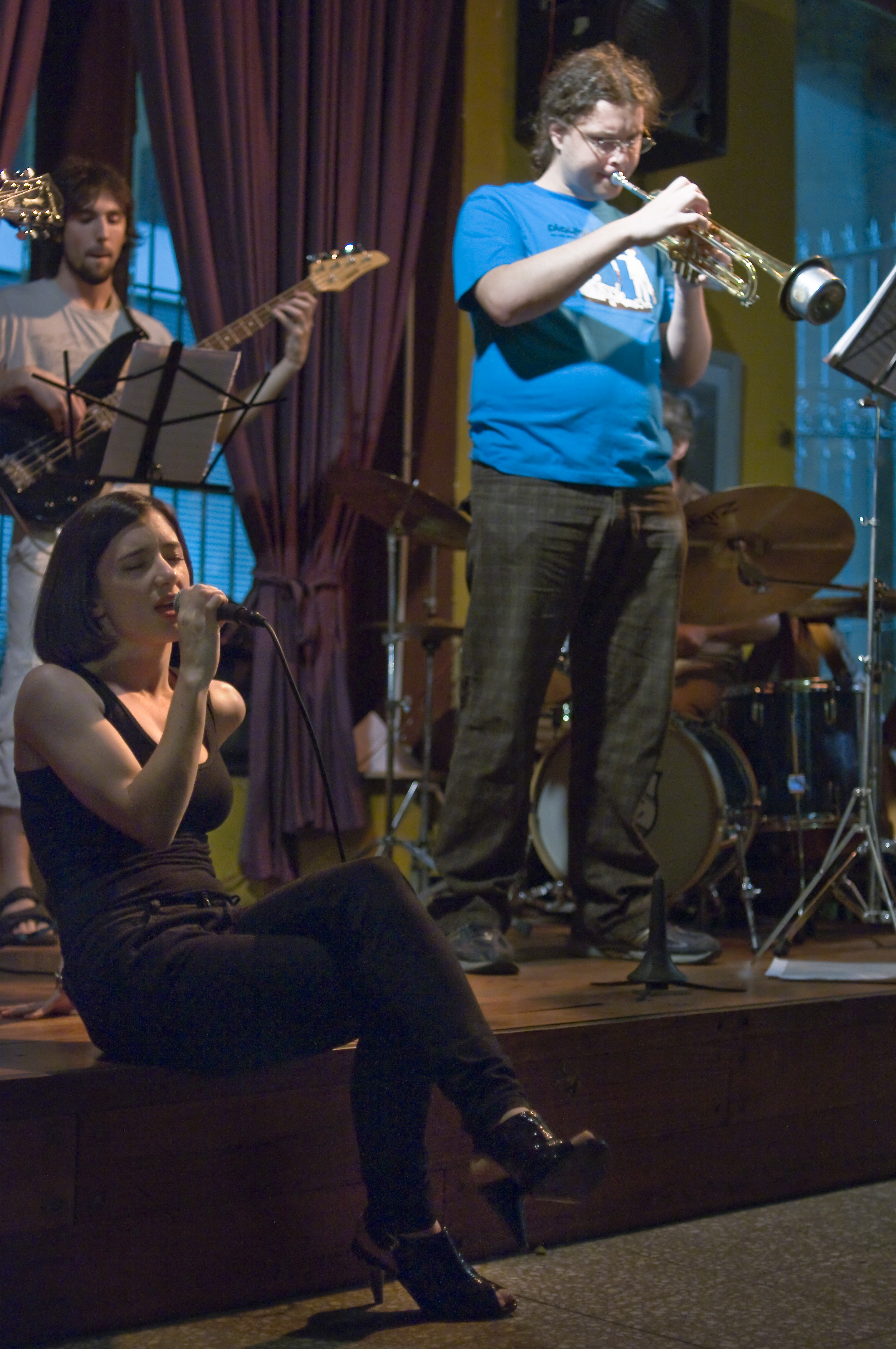
Malena Pichot en una de sus presentaciones.

Creció entre los barrios porteños de Belgrano y Núñez. Es hija de un anestesista, Horacio “Pelusa” Pichot, y de María, profesora de expresión corporal y escritora. Tiene un hermano mayor, Alejo, que es fotógrafo. El exjugador argentino de rugby Agustín Pichot es su primo.
A lo largo de su vida estudió canto, guitarra, piano, teatro y letras en la Universidad de Buenos Aires (UBA).
En agosto de 2008 canalizó sus vivencias en un video de dos minutos y medio con el título La loca de mierda, que terminó subiendo al sitio web YouTube. Para mediados de 2009 llevaba editados unos 25 sketches humorísticos a modo de videoblog, que fueron vistos por miles de personas.
Debido a la difusión que tuvieron sus videos, en septiembre de 2009, los directivos de la página web latina del canal MTV la contrataron y comenzaron a emitir nuevos videos.

Yo estudiaba letras, trabajaba de correctora en una editorial, cantaba cada tanto en una banda de jazz, y pensaba que eso iba a ser mi vida.
Malena Pichot

### 2009-2012: Radio y participaciones especiales
Tuvo una serie de presentaciones en Buenos Aires con el monólogo Concheta pero con gracia.
Poco después empezó a trabajar como comentarista en el programa Falso Impostor, por FM Rock & Pop. Participó como guionista ―armaba los bloques de los testimonios― en la serie de televisión Ciega a citas (entre octubre de 2009 y mayo de 2010), por Canal 7.

Yo estaba los martes y miércoles en la radio con Gillespi (en el programa Falso Impostor, por FM Rock & Pop), y un día invitamos a Juan José Campanella para hacerle una nota. Cuando entró al estudio me vio y dijo: «Ah, ¡la loca de mierda!». Y me cuenta de que había visto mis videos, y que le gustaban. Una semana después me llamaron para que me presentara al casting.
Malena Pichot

En 2011 formó parte del elenco de la comedia dramática El hombre de tu vida (serie del canal Telefé dirigida porJuan José Campanella, ganador del premio Óscar), donde también fue guionista.
El hombre de tu vida fue protagonizada por Guillermo Francella, Mercedes Morán, Luis Brandoni, Germán Kraus, Tupac Larriera y ella, quien hizo el personaje de la profesora Silvina, alias «la Pesada». Este programa la llevó a recibir una nominación para los Premios Martín Fierro en el rubro Revelación.
También protagonizó, junto a Cristina Banegas y Gloria Carrá, el capítulo «Sin cobertura» de la serie Televisión por la inclusión. Desde 2010 y hasta 2014 realizó un espectáculo teatral como comediante del género stand up con Ezequiel Campa, que al principio se llamó Ellos y más tarde Campa-Pichot.
Durante 2011, tuvo su propio programa de radio llamado Frankenstein, en AM750, y formó parte del programa Falso impostor de la radio Rock & Pop.

### 2012-2016: Popularidad conCualca, más series ystand up
Desde el 6 de febrero de 2012, y hasta finales de ese año, tuvo una sección llamada Cualca en el programa Duro de domar, en la cual presentaba y participaba en sketchs humorísticos junto a un grupo de actores y compañeros, con los que escribía el guion y los diversos temas que trataban.
El éxito de la serie hizo que una segunda temporada fuera emitida gracias al aporte de los fanes a través de Idea.me. Un spin-off, Por ahora, fue emitido en el canal Cosmopolitan TV.
El 4 de marzo de 2013 debutó en la radio Nacional Rock en el programa Burundanga, junto a Gillespi, donde permaneció hasta 2015. Por su trabajo obtuvo otra nominación, aunque esta vez sería en los Premios Éter, en el rubro «Humorista.»
En 2015 creó la miniserie Mundillo, protagonizada por ella misma y sus antiguos compañeros de Cualca, Julián Lucero y Charo López. A la vez, comenzó a realizar shows de stand up ―en diferentes teatros de Argentina, Latinoamérica y Europa― bajo el título de Persona, junto con López, Vanesa Strauch y Ana Carolina. El espectáculo fue descrito como «un musical hipócrita y sobre todo un show travesti».

### 2016-presente:Furia Bebé, especial de Netflix y libros
Desde 2016 conduce Furia Bebé, de lunes a viernes de 16:00 a 18:00 en Futurock FM.
En 2017, junto con Charo López, lanzaron su primer libro, titulado Hermostra: Cómo ser hermosa, sexy, joven y hermosa. Al año siguiente, ambas comediantes, junto con Strauch y Carolina, crearon Tarde Baby. Esta miniserie, de 8 episodios, fue producida por UN3 e incluye el debut como codirectora de Pichot.
El 2 de marzo de 2018, estrenó en Netflix su especial de stand up Estupidez Compleja. En este especial, que fue grabado en el Bebop Jazz Club de Buenos Aires, discute temas como el sexo, el lenguaje y el aborto.
En 2019 publicó Enojate, Hermana, una compilación de más de 30 artículos propios publicados en Página/12 entre 2017 y 2019 referidos a temáticas de género y feminismo.

## Vida personal
Malena Pichot estuvo en una relación con el músico y actor Julián Kartún, líder de El Kuelgue, en 2011, mientras filmaban la primera temporada de Cualca. Desde 2012 hasta 2019 estuvo en pareja con Leandro Lopatín, guitarrista de las bandas Turf y Poncho, con quien retomó la relación en 2020. Juntos son padres de un hijo llamado Rafael, nacido en junio de 2023.[cita requerida]

## Controversias
Pichot, usuaria frecuente de Twitter y feminista, ha realizado declaraciones sobre algunas figuras del espectáculo argentino denunciadas por acoso o abuso como Baby Etchecopar, Jorge Lanata, Cacho Castaña, Juan Darthés y otros más, en este último caso posteriormente condenado por la justicia.

## Trayectoria

### Producciones
| Año       | Título                             | Canal           | Personaje                   | Notas                     |
| --------- | ---------------------------------- | --------------- | --------------------------- | ------------------------- |
| 2011      | Televisión x la inclusión          | Canal 9         | Luciana "Lu"                | Episodio: «Sin cobertura» |
| 2011-2012 | El hombre de tu vida               | Telefe          | Silvina                     | Coprotagonista            |
| 2012      | El donante                         | Telefe          | Laura                       | Participación especial    |
| 2012      | Mi amor, mi amor                   | Telefe          | Celeste Barrios             | Participación especial    |
| 2012-2015 | Cualca                             | Vimeo / Canal 9 | Varios personajes           | Protagonista              |
| 2013      | Jorge                              | TV Pública      | Dolores "Loli" Pavone       | Protagonista              |
| 2013      | Por ahora                          | Cosmo TV        | Norma                       | Protagonista              |
| 2014      | Las 13 esposas de Wilson Fernández | TV Pública      | Analía                      | Episodio: «Natasha»       |
| 2020      | El secretario                      | TV Pública      | Andrea                      | Recurrente                |
| 2022      | Noche de hotel                     | CINE.AR         | Julia Arenas / Julio Arenas | Episodio: «El engaño»     |
| 2024      | Terapia alternativa                | Star+           | Lisa                        | Recurrente                |
| 2025      | Viudas negras, p*tas y chorras     | Flow            | Micaela Goyena              | Coprotagonista            |

### Otros trabajos
| Año       | Título                         | Notas                               |
| --------- | ------------------------------ | ----------------------------------- |
| 2008-2009 | La Loca de Mierda              | Creadora y guionista                |
| 2011-2012 | El hombre de tu vida           | Guionista                           |
| 2012-2015 | Cualca                         | Cocreadora y guionista              |
| 2013      | Jorge                          | Cocreadora y guionista              |
| 2018      | Tarde Baby                     | Cocreadora, guionista y codirectora |
| 2025      | Viudas negras, p*tas y chorras | Creadora y guionista                |

### Series web
| Año       | Título               | Personaje          | Notas                            |
| --------- | -------------------- | ------------------ | -------------------------------- |
| 2008-2009 | La Loca de Mierda    | La loca de mierda  | Protagonista                     |
| 2011-2014 | Parallel World       | Ella misma         | Invitada recurrente              |
| 2013      | America Loves Carlos | Malena             | Episodio «Take It Easy, Charlie» |
| 2015      | Mundillo             | Zanellita / Varios | Protagonista                     |
| 2018      | Tarde Baby           | Male / Varios      | Protagonista                     |

### Cine
| Año  | Título                 | Personaje       | Notas                  |
| ---- | ---------------------- | --------------- | ---------------------- |
| 2013 | Carolina               | Carolina        | Cortometraje           |
| 2017 | Todo lo que veo es mío | Irene           | Participación especial |
| 2018 | El azote del diablo    | Mónica          | Reparto secundario     |
| 2020 | El cuaderno de Tomy    | Maru            | Reparto secundario     |
| 2021 | Finde                  | Agostina Moreno | Protagonista           |
| 2022 | Perla                  | Paula           | Reparto secundario     |
| 2022 | Mujer ochentera        | Cecilia         | Protagonista           |

### Stand up
| Año       | Título                   | Notas                  |
| --------- | ------------------------ | ---------------------- |
| 2009      | Concheta pero con gracia | Debut en stand up      |
| 2010-2014 | Campa-Pichot             |                        |
| 2015-2019 | Persona                  |                        |
| 2018      | Estupidez Compleja       | Emitido en Netflix     |
| 2022      | Tenemos que hablar       | Junto a Vanesa Strauch |

### Teatro ystreaming
| Año  | Título | Personaje | Notas     |
| ---- | ------ | --------- | --------- |
| 2020 | Leonor | Leonor    | Streaming |

### Radio
| Año           | Programa            | Emisora       |
| ------------- | ------------------- | ------------- |
| 2011          | Frankenstein        | Am750         |
| 2011          | Falso impostor      | Rock & Pop    |
| 2012          | La almohada maldita | Rock & Pop    |
| 2013-2015     | Burundanga          | Nacional Rock |
| 2016-presente | Furia bebé          | Futurock      |

### Videos musicales
| Año  | Intérprete        | Canción            | Álbum                       |
| ---- | ----------------- | ------------------ | --------------------------- |
| 2010 | Utopians          | «Come Baby»        | Freak                       |
| 2016 | Poncho            | «The Love You Got» | Joya                        |
| 2025 | Marilina Bertoldi | «El gordo»         | Para quién trabajas, Vol. I |

### Publicaciones
| Libro                                              | Notas                                                              |
| -------------------------------------------------- | ------------------------------------------------------------------ |
| Hermostra: Cómo ser hermosa, sexy, joven y hermosa | Cooescrito con Charo López, Reservoir Books, 2016, ISBN 9873818383 |
| Enojate, Hermana                                   | Ediciones Futurock, 2019                                           |

Artículos
| Año       | Columna          | Frecuencia | Diario    | Ref.   |
| --------- | ---------------- | ---------- | --------- | ------ |
| 2017-2019 | Enojate, hermana | Semanal    | Página/12 | [ 40 ] |

## Premios y nominaciones
| Año  | Galardón             | Terna                        | Trabajo nominado     | Resultado |
| ---- | -------------------- | ---------------------------- | -------------------- | --------- |
| 2011 | Premios Tato         | Actriz de reparto            | El hombre de tu vida | Nominada  |
| 2011 | Premio Martín Fierro | Revelación                   | El hombre de tu vida | Nominada  |
| 2012 | Premios Éter         | Columnista FM                | La almohada maldita  | Nominada  |
| 2013 | Premios Tato         | Actriz en telecomedia/novela | Jorge                | Nominada  |
| 2014 | Premios Éter         | Humorista                    | Burundanga           | Nominada  |
| 2022 | Premios Sur          | Mejor Actriz Revelación      | Finde                | Nominada  |